# Michael Mann
Michael Kenneth Mann (Chicago, 5 febbraio 1943) è un regista, sceneggiatore, produttore cinematografico e produttore televisivo statunitense.
Cineasta eclettico e innovativo, è considerato uno dei maestri del cinema d'azione. Nel corso della sua esperienza da produttore esecutivo, ha contribuito a rivoluzionare il linguaggio delle serie televisive, sfruttando tecniche fin lì prettamente cinematografiche nella fotografia, nel montaggio e nella colonna sonora. È noto per spingere gli attori a duri allenamenti e mesi di prove affinché entrino completamente nel corpo e nella mente del personaggio che interpretano. Nei primi anni 2000, è stato fondamentale nello sviluppo e nella diffusione della tecnologia e delle riprese in digitale nel cinema delle grandi produzioni.
Ha ricevuto quattro candidature agli Oscar ed è stato presidente di giuria durante la 69ª edizione della Mostra internazionale d'arte cinematografica di Venezia.

## Biografia

### Le origini e gli inizi
Nato e cresciuto a Chicago, nell'Illinois, in una famiglia ebraica di origine russa, figlio dei negozianti Jack ed Esther Mann, una volta terminato il ciclo di studi regolare si trasferisce in Gran Bretagna per frequentare la London's International Film School a Londra; una volta diplomatosi, torna negli Stati Uniti, dove inizia a dirigere alcuni documentari e cortometraggi a sfondo sociale, per poi passare alla televisione, per cui redige sceneggiature per gli episodi di serie televisive come Starsky & Hutch, Sulle strade della California e Vega$ e cura, in qualità di produttore esecutivo, quelli del celebre Miami Vice o di Crime Story.
Il suo esordio alla regia di un lungometraggio avviene con La corsa di Jericho del 1979, un dramma social-sportivo ambientato in una prigione e girato inizialmente per il circuito televisivo, che gli vale numerosi riconoscimenti ed ottime critiche; il film vince un Emmy Award e il premio della Directors Guild of America per la miglior regia. L'influenza del polar americano e francese, soprattutto quello di John Huston e Jean-Pierre Melville, è determinante nella sua formazione artistica ed emerge già chiaramente nel successivo Strade violente del 1981, con James Caan nel ruolo del ladro stanco e dal destino segnato, sua prima pellicola ad essere girata espressamente per il cinema.

### Il grande successo
Nel 1983 girò il suo unico horror, La fortezza, tratto dal romanzo omonimo di F. Paul Wilson, nel quale misteriose forze sovrannaturali malevole agiscono in un castello medievale rumeno occupato dai nazisti durante la seconda guerra mondiale. Successivamente è il turno del truce thriller psicologico Manhunter - Frammenti di un omicidio del 1986, con protagonista William Petersen e tratto dal romanzo Il delitto della terza luna di Thomas Harris: la pellicola segnò il debutto cinematografico dello spietato psicologo e assassino seriale cannibale Hannibal Lecter (in questa pellicola chiamato Lecktor), interpretato da Brian Cox. Il personaggio sarà poi portato al trionfo presso il grande pubblico da Anthony Hopkins alcuni anni dopo, in una serie cinematografica successiva. Nel 1989 si dedicò ad una storia originale che scrisse e diresse nuovamente per il piccolo schermo: Sei solo, agente Vincent, incentrato sulla sfida senza esclusione di colpi che s'instaura a Los Angeles tra un abile e metodico rapinatore e l'instancabile poliziotto che deve arrestarlo.
Abbandonando momentaneamente il genere thriller, Mann portò in scena il settecentesco conflitto anglo-francese nell'America del Nord con L'ultimo dei Mohicani del 1992, liberamente tratto dal romanzo omonimo di James Fenimore Cooper e dalla versione cinematografica del 1936, con Daniel Day-Lewis e Madeleine Stowe come protagonisti.
Nel frattempo, Mann decise di trasporre sul grande schermo, con alcune modifiche, la storia di Sei solo, agente Vincent: il risultato è Heat - La sfida del 1995, un avvincente neo-noir metropolitano, ambientato sempre a Los Angeles, pieno d'intrecci fra storie e grandi attori come Val Kilmer, Jon Voight, Ashley Judd, Wes Studi ed una giovanissima Natalie Portman, oltre a, per la prima volta contemporaneamente sulla scena, Robert De Niro ed Al Pacino come protagonisti. I due si erano già trovati insieme sul set de Il padrino - Parte II di Francis Ford Coppola, ma per ragioni di copione non avevano mai girato insieme una ripresa. Il film ottenne un enorme successo di pubblico e critica; infatti, risulta ancor oggi non solo il capolavoro del regista di Chicago, ma anche una delle pellicole migliori di entrambi gli attori italoamericani.
Ancora Al Pacino è tra i protagonisti del suo lavoro successivo, Insider - Dietro la verità del 1999, atto d'accusa alle multinazionali del tabacco tratto da una storia vera che si avvale anche dell'interpretazione di Russell Crowe. Il film riceve 7 candidature al Premio Oscar, di cui tre andate allo stesso Mann (miglior film, miglior regista e migliore sceneggiatura non originale).

### Gli anni duemila e gli ultimi lavori
Il suo primo lavoro degli anni duemila è Alì (2001), con protagonista Will Smith, in cui il regista si cimenta nella biografia di Muhammad Ali, campione mondiale dei pesi massimi, dalla carriera tormentata dalle tensioni razziali degli anni '60, epoca di Malcolm X e Martin Luther King, e dal suo rifiuto alla leva nella guerra del Vietnam che lo costrinse a rinunciare al titolo, poi riconquistato nell'epico incontro con George Foreman nel 1974. Nel cast anche Jamie Foxx, Jon Voight, Jeffrey Wright e Jada Pinkett Smith, moglie di Will.
Il lavoro successivo di Mann è Collateral del 2004, con la quale ritorna al suo genere più amato, quello del thriller metropolitano, stavolta ambientato tutto in un'unica notte. Interpretato da Jamie Foxx e Tom Cruise, qui nell'insolito ruolo di "cattivo", il film, girato per il 70% in digitale, è ambientato in una Los Angeles notturna e, per usare le stesse parole di uno dei protagonisti, "disconnessa", nella quale ci si può trovare a lottare per la sopravvivenza come nella giungla; un sottofondo di musiche miscelate tra pop, jazz e techno accompagnano l'evolversi della trama verso l'inevitabile scontro dei suoi interpreti.
Il suo film successivo è la trasposizione sul grande schermo della serie di culto Miami Vice, a cui Mann lavorò personalmente oltre 20 anni prima; il film omonimo, uscito nelle sale statunitensi nell'agosto 2006, vede tra i suoi protagonisti ancora Jamie Foxx, che con Colin Farrell ha avuto il difficile incarico di prendere il posto della coppia originale formata da Don Johnson e Philip Michael Thomas.
Nel 2009 esce Nemico pubblico - Public Enemies, incentrato sulla vita di John Dillinger, famoso rapinatore di banche attivo nella Chicago degli anni venti e trenta, in cui collabora per la prima volta con l'attore Johnny Depp. Il film vide anche la partecipazione di Christian Bale e di Marion Cotillard, vincitrice del Premio Oscar 2008 per La vie en rose. Nel 2011 diresse il pilota della serie televisiva Luck, interpretata da Dustin Hoffman, di cui è stato anche produttore esecutivo.
Alla 69ª Mostra internazionale d'arte cinematografica di Venezia, nel 2012, è stato il presidente della giuria del concorso.
Nel 2015 il regista ritorna al thriller, questa volta a tema informatico, con Blackhat, prodotto da Legendary Pictures, con protagonista Chris Hemsworth e girato tra Los Angeles, Kuala Lumpur, Hong Kong e Giacarta. Parte dell'ispirazione per realizzare Blackhat Mann l'ha tratta dalle vicende legate a Stuxnet, il worm creato dall'NSA e dall'intelligence israeliana allo scopo di danneggiare il reattore nucleare di Natanz in Iran. Il film riceve pareri discordanti dalla critica e registra grosse perdite al botteghino a fronte del budget di produzione. A seguito del più grande insuccesso della sua carriera in termini di incassi, Mann torna alla regia solo dopo sette anni, nel 2022, dirigendo il primo episodio della serie TV Tokyo Vice per HBO Max, la quale lo ha visto nuovamente nel ruolo di produttore esecutivo di un prodotto televisivo. Tratta dall'omonimo libro di memorie del giornalista Jake Adelstein, la serie vede tra i protagonisti Ansel Elgort e Ken Watanabe.
Nell'agosto dello stesso anno, Mann pubblica il suo primo romanzo, Heat 2, scritto a quattro mani con la scrittrice Meg Gardiner e pubblicato in Italia da HarperCollins. Ambientato tra il 1988 e il 2000, tratta degli eventi che sono accaduti prima e dopo il film del 1995. Il romanzo dovrebbe poi tradursi in futuro in un adattamento cinematografico, per il quale sarebbero contemplati nel cast alcuni degli interpreti della prima pellicola.
Nello stesso periodo, dopo oltre vent'anni di scrittura, rinvii e cancellazioni, Mann inizia a girare a Modena un film biografico sulla figura di Enzo Ferrari, intitolato semplicemente Ferrari, con un cast che comprende Adam Driver e Penélope Cruz nei ruoli principali. Nel 2023, Ferrari è stato inserito in concorso per il Leone d'oro e proiettato in anteprima alla 80ª Mostra del cinema di Venezia.

## Stile di regia e tematiche
La cifra stilistica del cinema di Mann include scene notturne con un potente uso della luce artificiale e colonne sonore inusuali, come quella dei Tangerine Dream in Strade Violente e quella dai richiami New age di Manhunter. Un espediente stilistico ricorrente nei suoi film è quello di mostrare i protagonisti costretti a compiere una decisione critica ai fini della trama mentre fronteggiano ampie distese d'acqua, come ad esempio in Manhunter, L'Ultimo dei Mohicani, Heat, Insider o Miami Vice.
La fotografia dei suoi film è spesso curata dal direttore italiano Dante Spinotti, con il quale negli anni ha sviluppato un ampio utilizzo della tecnologia digitale per le riprese cinematografiche, specie se in scene metropolitane in notturna.
A livello morale, la cinematografia di Mann si concentra principalmente in storie che vedono fronteggiarsi criminali con uomini di legge che cercano di catturarli. I suoi film suggeriscono spesso che le due parti non sono in realtà così diverse, rappresentando due facce della stessa medaglia: entrambi vivono e muoiono secondo codici morali propri ed entrambi finiscono nel riconoscersi nella loro controparte. Da questo punto di vista, un esempio su tutti è la dinamica tra i personaggi di Al Pacino e Robert De Niro in Heat - La sfida.
I film di Michael Mann si segnalano inoltre per il loro realismo nel catturare il sonoro dei colpi d'arma da fuoco, preferendo l'utilizzo del suono grezzo registrato in presa diretta piuttosto che ricorrere al missaggio sonoro. Molti suoi film ricorrono poi ad effetti speciali in ripresa per produrre le scene d'azione, per le quali gli attori partecipano ad allenamenti intensivi per imbracciare e sparare con armi da fuoco in modo da ottenere il più alto grado di realismo a livello visivo e sonoro nelle sparatorie.

## Filmografia

### Regista

#### Cinema
- Strade violente (Thief) (1981)
- La fortezza (The Keep) (1983)
- Manhunter - Frammenti di un omicidio (Manhunter) (1986)
- L'ultimo dei Mohicani (The Last of the Mohicans) (1992)
- Heat - La sfida (Heat) (1995)
- Insider - Dietro la verità (The Insider) (1999)
- Alì (Ali) (2001)
- Collateral (2004)
- Miami Vice (2006)
- Nemico pubblico - Public Enemies (Public Enemies) (2009)
- Blackhat (2015)
- Ferrari (2023)

#### Televisione
- Pepper Anderson - Agente speciale (Police Woman) – serie TV, episodio 4x06 (1977)
- La corsa di Jericho (The Jericho Mile) – film TV (1979)
- Crime Story – serie TV, episodio 1x20 (1987)
- Sei solo, agente Vincent (L.A. Takedown) – film TV (1989)
- Luck – serie TV, episodio 1x01 (2011)
- Tokyo Vice – serie TV, 1 episodio (2022)

#### Cortometraggi e documentari
- Insurrection (1968) – documentario
- Jaunpuri (1971) – cortometraggio
- 17 Days Down the Line (1972) – documentario

#### Spot pubblicitari
- Lucky Star – Mercedes (2002)
- Ferrari California – Ferrari (2008)

### Sceneggiatore

#### Cinema
- Vigilato speciale (Straight Time), regia di Ulu Grosbard (1978) (non accreditato)
- Strade violente (Thief) (1981)
- La fortezza (The Keep) (1983)
- Manhunter - Frammenti di un omicidio (Manhunter) (1986)
- L'ultimo dei Mohicani (The Last of the Mohicans) (1992)
- Heat - La sfida (Heat) (1995)
- Insider - Dietro la verità (The Insider) (1999)
- Alì (Ali) (2001)
- Miami Vice (2006)
- Nemico pubblico - Public Enemies (Public Enemies) (2009)

#### Televisione
- Starsky & Hutch (Starsky and Hutch) – serie TV, 4 episodi (1975-1977)
- Bronk – serie TV, episodi 1x17-1x23 (1976)
- Sulle strade della California (Police Story) – serie TV, 4 episodi (1976-1978)
- Ragazzo di provincia (Gibbsville) – serie TV, episodio 1x04 (1976)
- Vega$ – serie TV, episodio 1x01 (1978)
- La corsa di Jericho (The Jericho Mile) – film TV (1979)
- Swan Song, regia di Jerry London – film TV (1980)
- Miami Vice – serie TV, episodio 1x14 (1985)
- Crime Story – serie TV, 8 episodi (1986-1988) - soggetto
- Sei solo, agente Vincent (L.A. Takedown) – film TV (1989)
- Agente speciale Kiki Camarena - Sfida ai narcos (Drug Wars: The Camarena Story) – miniserie TV (1990) – soggetto
- Robbery Homicide Division – serie TV, episodio 1x09 (2002)

### Produttore

#### Cinema
- Jaunpuri (1971) – cortometraggio
- 17 Days Down the Line (1972) – cortometraggio
- Strade violente (Thief) (1981) – produttore esecutivo
- I 5 della squadra d'assalto (Band of the Hand), regia di Paul Michael Glaser (1986) – produttore esecutivo
- L'ultimo dei Mohicani (The Last of the Mohicans) (1992)
- Heat - La sfida (Heat) (1995)
- Insider - Dietro la verità (The Insider) (1999)
- Alì (Ali) (2001)
- How to Get the Man's Foot Outta Your Ass, regia di Mario Van Peebles (2003) – produttore esecutivo
- Collateral (2004)
- The Aviator, regia di Martin Scorsese (2004)
- Miami Vice (2006)
- The Kingdom, regia di Peter Berg (2007)
- Hancock, regia di Peter Berg (2008)
- Nemico pubblico - Public Enemies (Public Enemies) (2009)
- Le paludi della morte (Texas Killing Fields), regia di Ami Canaan Mann (2011)
- Blackhat (2015)
- Ferrari (2023)

#### Televisione
- Miami Vice – serie TV, 111 episodi (1984-1990) – produttore esecutivo
- Crime Story – serie TV, 43 episodi (1986-1988) – produttore esecutivo
- Sei solo, agente Vincent (L.A. Takedown) – film TV (1989) – produttore esecutivo
- Agente speciale Kiki Camarena - Sfida ai narcos (Drug Wars: The Camarena Story) – miniserie TV (1990) – produttore esecutivo
- Drug Wars: The Cocaine Cartel, regia di Paul Krasny – film TV (1992) – produttore esecutivo
- Robbery Homicide Division – serie TV, 13 episodi (2002-2003) – produttore esecutivo
- Luck – serie TV, 10 episodi (2011-2012) – produttore esecutivo
- Witness – miniserie TV (2012)

### Attore
- Hancock, regia di Peter Berg (2008)
- Lo stagista inaspettato, regia di Nancy Meyers (2015)

## Scrittore
- Heat 2 (2022)

## Riconoscimenti

### Premio Oscar
- 2000 - Nomination al miglior film per Insider - Dietro la verità
- 2000 - Nomination al miglior regista per Insider - Dietro la verità
- 2000 - Nomination alla migliore sceneggiatura non originale per Insider - Dietro la verità
- 2005 - Nomination al miglior film per The Aviator

### Golden Globe
- 2000 - Nomination al miglior regista per Insider - Dietro la verità
- 2000 - Nomination alla migliore sceneggiatura per Insider - Dietro la verità

## Pubblicità
Michael Mann ha diretto nel 2002 lo spot "Lucky Star" per la casa automobilistica Mercedes-Benz, che ha assunto la forma di un trailer cinematografico per un presunto thriller con Benicio del Toro mai realizzato. Nel 2008, sempre nel campo pubblicitario, il regista ha diretto il video promozionale per la Ferrari California.